# فتح‌آباد (بافت)
فتح‌آباد یک روستا در ایران است که در شهرستان بافت استان کرمان واقع شده‌است. فتح‌آباد ۸۸ نفر جمعیت دارد.

## جمعیت
این روستا در دهستان فتح‌آباد قرار دارد و براساس سرشماری مرکز آمار ایران در سال ۱۳۸۵، جمعیت آن ۸۸ نفر (۲۷ خانوار) بوده‌است.